# آپولو (پنسیلوانیا)
آپولو (به انگلیسی: Apollo) یک منطقهٔ مسکونی در ایالات متحده آمریکا است که در شهرستان آرمسترانگ، پنسیلوانیا واقع شده‌است. آپولو ۰٫۹۰ کیلومتر مربع مساحت و ۱٬۶۴۷ نفر جمعیت دارد و ۲۴۹٫۹۴ متر بالاتر از سطح دریا واقع شده‌است.